# Carruca
Carruca va ser un carruatge que no s'esmenta abans de l'època imperial. El primer que en va parlar va ser Plini el Vell.
Tenia quatre rodes, com la reda, i era usat pels viatges. Es diu que Neró va viatjar en més de mil carrucae. Era usat per persones distingides, com el carpèntum, i sovint estava cobert de plaques de bronze, plata i fins i tot or. Alexandre Sever va concedir el dret d'ús de la carruca als senadors. Marcial diu que una aurea carruca tenia el mateix cost que una granja. Eren estirades per mules (mulae carrucariae). El terme va patir un canvi de significat a durant l'edat medieval passant de designar, en el seu significat clàssic, un carruatge a un tipus d'arada.